# Under the Bridge (telefilme)
Under the Bridge é um telefilme dirigido por Victoria Mahoney.

## Enredo
O filme trás a história de uma cirurgiã chamada (Caitlin Lancaster), que quando um escândalo abala sua prática médica e seu relacionamento com seu Marido e seus amigos, Caitlin agora assume a liderança na tentativa de consertar sua carreira e seu casamento.

## Elenco
- Jennifer Morrison[3] - Caitlin Lancaster
- Justin Kirk[4] - Michael Shapiro
- Sarayu Blue[5] - Ameni Avvari

## Empresas de produção
CBS Studios - JBTV Chicago